# الروف (بني عاصم)
الروف هو دُوَّار يقع بجماعة سيدي المخفي، إقليم تاونات، جهة فاس مكناس في المملكة المغربية. ينتمي الدوّار لمشيخة بني عاصم التي تضم 5 دواوير. يقدر عدد سكانه بـ 337 نسمة حسب الإحصاء الرسمي للسكان والسكنى لسنة 2004.

## روابط خارجية
- البوابة الوطنية للجماعات الترابية
- المندوبية السامية للتخطيط